# Office of Strategic Services
L'Oficina de Serveis Estratègics, coneguda pel seu nom en anglès Office of Strategic Services (OSS), fou el servei d'intel·ligència dels Estats Units durant la Segona Guerra Mundial, predecessora de l'Agència Central d'Intel·ligència (CIA).

## Creació

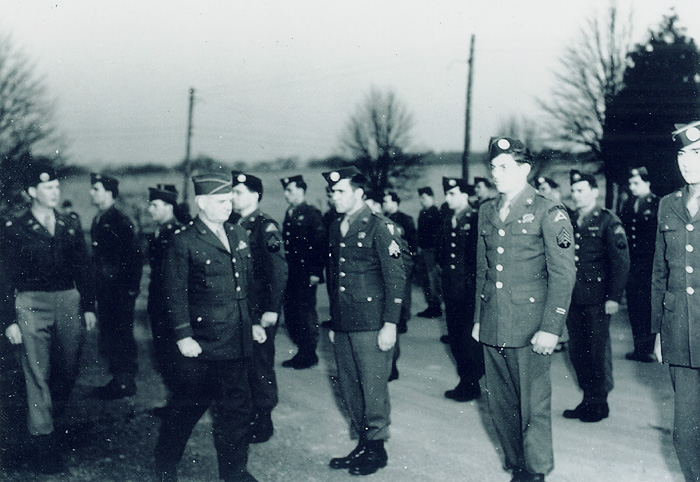
El general William J. Donovan passa revista als membres d'un Grup d'Operacions de l'OSS a Bethesda (Maryland) abans que viatgin a la Xina, el 1945.

Abans de la creació de l'OSS (l'equivalent al britànic Secret Intelligence Service), els assumptes del servei d'intel·ligència estaven repartits entre diferents departaments del govern nord-americà, sense cap mena de coordinació. De fet, l'Exèrcit i la Marina utilitzaven codis diferents per a xifrar els seus missatges secrets. El president Franklin D. Roosevelt va assenyalar les deficiències del servei d'intel·ligència nord-americana, i aconsellat pel militar i espia canadenc William Stephenson li va encarregar al seu amic William Joseph Donovan, un veterà de la Primera Guerra Mundial, la creació d'un servei d'intel·ligència. El seu treball va ser compilat en el "Memorandum of Establishment of Service of Strategic Information", i després d'això Donovan va ser nomenat "Coordinador d'Informació" el juliol de 1941. Així es va establir l'Oficina de Serveis Estratègics, mitjançant una ordre militar provinent de Roosevelt el 13 de juny de 1942, pensant en un primer moment a recopilar i analitzar informació de l'Estat Major Conjunt dels Estats Units, i realitzar operacions no assignades a altres agències.

## Segona Guerra Mundial
Durant la Segona Guerra Mundial, l'OSS va portar a terme diverses accions. D'una banda, s'ocupava dels afers d'intel·ligència però sempre en un àmbit intern, doncs fora dels EUA no tenia jurisdicció (el FBI desenvolupava, per exemple, aquestes tasques a l'Amèrica Llatina). Tanmateix, això no impedeix que la OSS articulés, entrenés i fins i tot financés moviments de resistència en altres països que eren favorables estratègicament als EUA, com l'exèrcit de Mao Zedong o el de Viet Minh. A més, l'OSS va reclutar un dels espies més importants en la Segona Guerra Mundial, l'alemany Fritz Kolbe. En aquest sentit, la propaganda i la subversió van ser activitats constants de l'organització. L'OSS va comprar material soviètic xifrat procedent de Finlàndia o de militars finesos el 1944. El Secretari d'Estat, Edward Stettinius Jr., va protestar dient que això violava una directrivaa de Roosevelt, que va acordar amb la Unión Soviètica no investigar codis xifrats de l'un i l'altre país. Un dels majors assoliments de l'OSS durant la guerra va ser la seva penetració a Alemanya, perquè l'organització va ser responsable de l'entrenament d'espies alemanys i austríacs en aquest país. Alguns d'aquests agents eren exiliats comunistes i socialistes, o simplement forces anti-nazis. Van aconseguir entrenar a uns 12000 agents.

## Creació de la CIA
Un mes i mig després de guanyar la guerra, entorn del 20 de setembre de 1945, l'OSS va ser dissolta pel president Harry S. Truman. Així, durant el mes següent les funcions de l'OSS van ser ocupades pels Departaments d'Estat i de Guerra. Així, el Departament d'Estat es va ocupar de la secció Investigació i Anàlisi, que va ser rebatejat com a Servei Interí d'Investigació i Intel·ligència (Interim Research and Intelligence Service-IRIS), dirigit per Alfred McCormack. Per la seva banda, el Departament de Guerra va assumir les seccions Intel·ligència Secreta (Secret Intelligence, SI) i X-2, per a això es va crear una oficina especial, la Unitat de Serveis Estratègics (Strategic Services Unit-SSU). El Secretari de Guerra va nomenar al brigadier general John Magruder supervisor de la dissolució de l'OSS, per a preservar el secret sobre les seves accions. Ja al gener de 1946, el president Truman va crear el Grup Central d'Intel·ligència (Central Intelligence Group-CIG)), que és el precursor directe de la CIA. Els actius i les funcions de la SSU van ser transferits al CIG, que els renombró com Office of Special Operations-OSO. El 1947, la National Security Act va establir la primera agència d'intel·ligència en temps de pau, la CIA, que va assumir totes les funcions de l'antiga OSS.

## Seccions
- Secret Intelligence (Intel·ligència Secreta)
- Research and Analysis (Investigació i Anàlisi)
- Special Operations (Operacions Especials)
- X-2 (Contraespionatge)
- Research & Development (Investigació i Desenvolupament)
- Morale Operations (Operacions Morals)
- Maritime Units (Unitats Marítimes)
- Operational Groups (Grups d'Operacions)
- Communications (Comunicacions)
- Medical Services (Serveis Mèdics)

## Instal·lacions
El camp d'entrenament de l'OSS entre 1942 i 1945 va ser el Prince William Forest Park, llavors conegut com a Chopawamsic Recreational Demonstration Area. Estava dividit en dues àrees: l'"Àrea C", d'uns 24 km², que va ser utilitzada per a entrenaments dels grups de comunicació; i l'"Àrea A", que era utilitzada pels Grups d'Operacions. D'altra banda, el Catoctin Mountain Park, actual localització de Camp David, era l'"Àrea B" d'entrenament. Hi hagué altres zones d'entrenament de l'OSS, com les instal·lacions del Catalina Island Marine Institute, a l'Illa Santa Catalina (Califòrnia).